# Theodora Hantos
Theodora Hantos [ˈtɛodorɒ ˈhɒntoʃ] (* 22. Dezember 1945 in Budapest, Ungarn) ist Althistorikerin und pensionierte Professorin an der Universität Siegen. Die gebürtige Ungarin bekleidete zwischen 2002 und 2006 das Rektorenamt der Universität Siegen als damals einzige Frau an den 15 Universitäten in Nordrhein-Westfalen.

## Leben
Theodora Hantos wurde in Budapest geboren und machte 1965 ihr Abitur am mathematisch-naturwissenschaftlichen Zweig des Goethe Gymnasiums in Hannover. Sie studierte von 1965 bis 1973 Geschichte, Germanistik, Klassische Philologie und Soziologie an den Universitäten Hamburg, Tübingen und Frankfurt am Main und war Stipendiatin der Stiftung Mitbestimmung und Studienstiftung des deutschen Volkes. 1976 wurde Hantos mit der Arbeit „Das römische Bundesgenossensystem in Italien“ bei Jochen Bleicken an der Johann Wolfgang Goethe-Universität in Frankfurt am Main zum Dr. phil. promoviert. Ausgezeichnet wurde ihre Dissertation mit dem Preis der Philosophischen Promotionskommission der Johann Wolfgang Goethe-Universität Frankfurt am Main für die beste philosophische Dissertation des Jahres 1976 und dem Sperl-Preis der Vereinigung von Freunden und Förderern der Johann Wolfgang Goethe-Universität des Jahres 1977.
Von 1976 bis 1985 war sie wissenschaftliche Assistentin von Helmut Castritius an der Technischen Universität Carolo-Wilhelmina zu Braunschweig und habilitierte sich dort im Jahr 1985 für das Fach Alte Geschichte mit dem Thema „Res publica constituta – Die Verfassung des Dictators Sulla“. Von 1985 bis 1988 war sie Professorin an der TU Braunschweig, danach bis März 1991 an der Georg-August-Universität Göttingen. Zum 1. April 1991 erhielt Theodora Hantos einen Ruf auf den Lehrstuhl für Alte Geschichte an der Universität Siegen am Fachbereich 1 (Sozialwissenschaft, Philosophie, Theologie, Geschichte, Geographie). Einen gleichzeitig ergangenen Ruf an die Universität Kassel lehnte sie ab.
In den Jahren 1997 bis 2002 war sie Prorektorin für Forschung  und wissenschaftlichen Nachwuchs an der Universität Siegen und von 2002 bis 2006 Rektorin der Universität Siegen. Sie vertrat im Auftrag der Landesrektorenkonferenz NRW von 2003 bis 2009 die Bereiche Wissenschaft und Forschung im Rundfunkrat des WDR.
Hantos ist eine anerkannte Expertin in griechischer und römischer Geschichte und engagiert sich für die Universität Siegen. Hantos hatte maßgeblichen Anteil an der Erarbeitung einer neuen Grundordnung der Universität Siegen.

## Schriften
- Das römische Bundesgenossensystem in Italien (= Vestigia. Band 34). Beck, München 1983, ISBN 3-406-08064-2.
- Res publica constituta. Die Verfassung des Dictators Sulla (= Hermes Einzelschriften. Band 50). Steiner, Stuttgart 1988, ISBN 3-515-04617-8.
- als Herausgeberin mit Gustav Adolf Lehmann: Althistorisches Kolloquium aus Anlass des 70. Geburtstages von Jochen Bleicken. Steiner, Stuttgart 1996, ISBN 3-515-07176-8.
- als Herausgeberin: Laurea internationalis. Festschrift für Jochen Bleicken zum 75. Geburtstag. Steiner, Stuttgart 2002, ISBN 3-515-08095-3.